# 자유주의적 여성주의
자유주의적 여성주의(영어: liberal feminism 리버럴 페미니즘[*])는 여성 스스로의 행동과 결정을 통해 그들의 평등을 유지하는 여성의 능력에 집중하는 여성주의 이론의 개인주의적인 형태다. 제1세대 여성주의를 상징하는 사조이기도 하다. 자유주의 여성주의는 사회가 여성이 태어날 때부터 지적으로나 육체적으로나 남성보다 열등하다는 허구적인 믿음을 지녔다고 주장하며 따라서 여성을 학계, 포럼, 시장에서 차별하는 경향이 있다고 말한다. 자유주의 여성주의자들은 "여성 종속은 소위 말하는 공적인 세계에서 여성이 성공할 수 있는 경로를 차단하는 관습적이고 법적인 제약에 근간을 둔다"고 믿는다. 그들은 정치적이고 법적인 개혁을 통해 성적 평등을 얻고자 고군분투한다.
1800년대 후기에서 1900년대 초의 자유주의 여성주의자들의 목표는 개인의 자유를 누릴 수 있도록 해줄 것이라는 생각을 바탕에 두고 탄생한 여성 투표권 획득이었다. 그들은 평등을 통해 자유를 얻고 여성을 향한 남성의 폭력을 멈추고 인간으로 인정받기 위한 자유를 갖는 것에 대해 관심을 갖고 있었다. 그들은 그 어떤 정부나 관습도 개인의 자유 행사를 금지할 수 없다고 믿었다. 초기 자유주의 여성주의자들은 오직 백인 남성들만이 인간으로서 인정받을 자격이 있다는 생각과 맞서 싸워야 하였다. 메리 울스턴크래프트, 주디스 사전트 머레이, 프랜시스 라이트와 같은 페미니스트들은 여성이 정치 활동에 완전 통합되어야 함을 주장하였다. 약 50년 간의 치열한 운동을 통해 1920년에 여성은 드디어 미국에서 투표권을 얻었고 공직을 맡을 수 있었다.
자유주의 여성주의는 투표권을 획득한 이후 40년간 활동이 없었다. 시민권 운동이 진행되던 1960년대에 자유주의 여성주의자들은 구조적인 인종 차별과 성차별을 비교하였다. 전미여성기구, 전미여성정치간부회의, 여성평등운동연맹과 같은 단체들은 여성의 권리를 향상시키기 위하여 창설되었다. 미국에서 이 단체들은 민주주의 법 아래에서 남녀가 평등하게 대우받을 수 있고 여성의 삶에 있어서 출산, 노동, 동등한 임금과 같은 문제에 영향을 미칠 수 있을 것이라는 기대를 안고 남녀 평등 헌법 수정안 비준을 위해 노력하였다. 자유주의 여성주의자들이 중요하다고 생각하는 여러 문제점은 출산에 대한 권리, 낙태 접근권, 성희롱, 투표, 교육, 직장에서의 평등한 보상, 육아, 의료 서비스를 포함하며 이에 한정되지는 않는다. 나아가 그들은 여성을 향한 성폭력과 가정에서의 폭력이 빈번하게 발생하는 데에 관심을 촉구하는 역할을 한다.

## 작가
이 이론과 관련된 인기있는 여성주의 작가들은 메리 울스턴크래프트, 존 스튜어트 밀, 헬런 테일러; 제2세대 여성주의자인 베티 프리댄과 글로리아 스타이넘; 제3세대 여성주의자인 리베카 워커가 있다.
메리 울스턴크래프트(1759-1797)는 《여성의 권리 옹호》와 같은 글을 통하여 영향력을 얻었다. 그녀는 이 글에서 여성을 향한 사회의 시선에 대해 논했고 여성들을 향해 기존의 결정과는 다른 자신만의 목소리를 낼 수 있도록 격려하였다. 울스턴크래프트는 "여성이 태생적으로 기쁨을 주기보다는 탐닉한다는 것에 대해 부정하였다." 그녀는 여성이 그들을 가두는 똑같은 새장에 갇혀있다면 남성은 이와 동일하고 결점이 있는 특징을 만들 것이라고 주장하였다. 울스턴이 여성을 위해 가장 원했던 바는 인간성이었다. 그녀는 가부장적 압박이 더 이상 간과할 수 없는 노예 제도의 한 형태라고 말하였다. 주디스 사전트 머레이와 프랜시스 라이트와 함께 울스턴크래프트는 정치활동에 여성이 완전 통합됨을 주장한 초기의 옹호자들 중 한 명이었다.
엘리자베스 케이디 스탠턴(1815.11.12-1902.10.26)은 제1세대 여성주의자들 중에서 가장 영향력 있는 여성 중 한 명이었다. 그녀는 미국의 사회운동가임과 동시에 뉴욕의 세니커폴스에서 개최된 세니카 폴스 대회를 조직하는데에 핵심적인 역할을 하였다. 스탠턴에게는 투표권 운동 뿐 아니라 여성의 친권과 양육권, 이혼법, 피임, 고용과 소득법 등에 관심을 가졌다. 이러한 운동에 그녀와 함께 참여한 영향력 있는 사람은 수잔 B. 앤서니이다. 둘은 함께  미국 연방 수정 헌법 제14조와 제15조에 "여성"을 포함시키는 언어적 변동을 주장하였다. 더 나아가 1890년에 그녀는 전미여성투표권협회를 설립하고 1892년까지 대표직을 수행하였다. 비록 여성주의에 관한 글을 저술한 적은 없지만 그녀는 많은 연설문, 결의안, 편지, 요청, 탄원서를 남겼고 이는 제1세대 여성주의의 정신을 유지시도록 하였다. 덧붙여서 많은 서명을 얻어내어 여성이 남편으로부터 법적으로 독립하고 그들만의 재산을 소유할 수 있도록 하는 1848년의 기혼 여성 재산법을 지지하는 길을 마련하였다.
존 스튜어트 밀 (1806.5.20 - 1873.5.8)은 두 성별은 법 아래에서 동등한 권리를 지녀야한다고 주장하였다. 그리고 "그 평등의 조건이 지속되는 한 누구도 지금까지 왜곡되어온 여성과 남성의 태생적인 차이를 평가할 수 없다. 두 성별에게 자연스러운 것이란 그들의 능력을 자유롭게 쓸 수 있을 때이다."라고 말하였다. 밀은 종종 이러한 불균형과 여성이 남성들이 자신들의 가족을 향해 느끼는 "순수한 비이기심"을 여성들도 느낄 수 있는지에 대해서도 언급하였다. 밀이 지지하는 비이기심이란 "작은 가족 단위 혹은 개인의 좋은 점과 동시에 사회의 좋은 부분을 고려할 수 있도록 사람들에게 동기를 부여하는 것"이다. 매리 울스턴크래프트와 유사하게 밀은 성적 불평등을 노예 제도와 비교했고 이러한 폭력에서 종종 남편들은 노예 주인만큼이나 모욕적이라고 하였다. 그리고 이는 인간이 다른 인간의 삶의 모든 면을 통제하는 것이라고 주장하였다. 그의 책 《여성의 종속》에서 밀은 여성의 인생 중 세 부분이 그들을 방해한다고 말한다. 그는 덧붙여 성적 불평등이 인류의 진보에 매우 큰 걸림돌이 된다고 주장한다.

## 주요 자유주의 여성주의자
- 18세기
  - 메리 울스턴크래프트
  - 주디스 사전트 머레이
  - 프랜시스 라이트
- 19세기
  - 존 스튜어트 밀
  - 헤리엇 테일러
  - 해리엇 터브먼
  - 수잔 B. 앤서니
- 20세기
  - 베티 프리댄
  - 글로리아 스타이넘
  - 리베카 워커
  - 네이오미 울프
  - 마사 누스바움

## 기관들

### 전미여성기구
전미여성기구(NOW)는 미국에서 가장 큰 자유주의 여성주의 단체이다. 비록 현재 그들의 주된 관심과 이슈는 헌법 평등권 개정이지만 출산과 낙태 접근성 그리고 여성을 향한 폭력 중단, 인종 차별을 향한 투쟁, 경제 정의, LGBT도 다룬다.
전미여성기구가 다루는 이슈는 다음과 같다.
- 차별 철폐 조처
- 장애인 인권
- 에코페미니즘
- 가족
- 전미여성기구의 이익과 충돌하는 극우 조직에 반대하는 국제적 페미니즘
- 여성 건강
- 이민
- 여성주의적 관점을 가진 판사 추천을 추진
- 입법
- 동성결혼에 대한 법적 인정
- 미디어 액티비즘
- 엄마의 경제권
- 평화를 위한 노력; 이라크 전쟁과 같은 전쟁에 반대
- 사회 안보
- 대법원
- Title IX/ 교육
- 복지
- 직장 내에서의 차별
- 군대에서의 여성
- 어린 페미니스트를 위한 프로그램

### 전미여성정치간부회의
전미여성정치간부회의 (NWPC)는 1971년에 설립되었다.